# داگ کلارک (بازیکن فوتبال اهل انگلستان)
داگ کلارک (انگلیسی: Doug Clarke; ۱۹ ژانویهٔ ۱۹۳۴ – ۱۱ اوت ۲۰۱۹) بازیکن فوتبال اهل بریتانیا بود.
از باشگاه‌هایی که در آن بازی کرده‌است می‌توان به باشگاه فوتبال دارون، باشگاه فوتبال بث سیتی، باشگاه فوتبال هال سیتی، باشگاه فوتبال تورکی یونایتد، و باشگاه فوتبال بری اشاره کرد.